# Creó
Creó (en llatí Creon, en grec antic Κρέων "Kréon") fou un retòric grec de data incerta que és mencionat per Suides almenys en tres passatges com a autor d'una obra sobre retòrica (ῥητορικά), del qual esmenta el primer llibre. No se'n sap res de la seva biografia.